# Iwan Gołubiec (1973)
Iwan Gołubiec (ros. Иван Голубец), poprzednio Charkowskij Komsomolec i Radist – trałowiec morski projektu 266M (w kodzie NATO: Natya) Marynarki Wojennej Rosji. Wszedł do służby w 1973 roku i służył we Flocie Czarnomorskiej, początkowo marynarki wojennej ZSRR, a następnie Rosji pod nazwą „Charkowskij Komsomolec”, od 1992 roku „Radist”, a od 2005 roku pod nazwą „Iwan Gołubiec”.

## Budowa i opis
Okręt należał do licznej serii radzieckich trałowców morskich projektu 266M (typu Akwamarin, w kodzie NATO: Natya). Jak większość okrętów tej serii, zbudowany został w Stoczni Średnio-Newskiej (Sriednie-Niewskij Sudostroitielnyj Zawod) w Leningradzie, pod numerem budowy 920. Trałowce tego typu stanowiły podstawowy typ morskich trałowców pod koniec istnienia ZSRR i przeznaczone były do poszukiwania i niszczenia min w dalszej i bliższej strefie morskiej, osłony konwojów i operacji desantowych oraz służby patrolowej.
Trałowce projektu 266M, budowane od 1970 roku, stanowiły dalsze rozwinięcie okrętów projektu 266 z lat 60. i zaliczały się do trzeciego pokolenia radzieckich powojennych trałowców. W stosunku do projektu 266 zwiększono rozmiary kadłuba i zastosowano nowsze wyposażenie, w tym nowy trał elektromagnetyczny TEM-4 i holowaną telewizyjno-laserową platformę do wykrywania i niszczenia min dennych KIU-3.
Wyporność standardowa okrętów wynosiła 745 ton, a pełna 800 ton (podawane też są inne dane). Obecnie marynarka podaje wyporność 873 tony. Długość okrętów wynosi 61 m, a szerokość 10,2 m. Średnie zanurzenie wynosiło 2,9 m, podawana jest też wartość zanurzenia 3,5 m. Kadłub wykonany jest ze stali małomagnetycznej. Załogę stanowiło 68 ludzi, w tym 6 oficerów.
Napęd stanowiły dwa silniki wysokoprężne M-503M o mocy łącznej 5000 KM, napędzające dwie śruby. Prędkość maksymalna wynosiła 16,5 węzła, a ekonomiczna 12 w. Zasięg przy prędkości ekonomicznej 12 w wynosił 2000 mil morskich, a według innych źródeł 2700 Mm. Maksymalny zapas paliwa wynosił 80 ton, a normalny 48 ton.
Uzbrojenie obronne stanowiły cztery armaty przeciwlotnicze kalibru 30 mm AK-230M w dwóch dwulufowych wieżach, kierowanych radarem MR-104 Rys′, z zapasem 4200 nabojów. Umieszczone były na dziobie oraz na końcu śródokręcia – na skraju wydłużonego pokładu dziobowego. Uzupełniały je cztery armaty plot. kalibru 25 mm 2M-3M w dwóch odkrytych dwulufowych wieżach po obu stronach komina. Obronę przeciwlotniczą dopełniała dwuprowadnicowa wyrzutnia samonaprowadzających się na podczerwień pocisków przeciwlotniczych bliskiego zasięgu Strieła-3 lub nowszych Igła-1, z 20 pociskami (według innych źródeł, dwie czteroprowadnicowe wyrzutnie starszych Strieła 2).
Broń podwodną stanowiły dwie pięcioprowadnicowe wyrzutnie rakietowych bomb głębinowych RBU-1200 kalibru 250 mm z 30 bombami RGB-12. Okręty mogły przenosić i stawiać 8 min UDM, a według innych źródeł 7 min KMD-1000. Według części źródeł mogły też zabierać maksymalnie do 32 bomb głębinowych BB1 w przypadku zadań zwalczania okrętów podwodnych.
Okręty posiadały komplet trałów do niszczenia różnych rodzajów min: trał kontaktowy GKT-2, trał akustyczny AT-3 i trał elektromagnetyczny TEM-3M lub TEM-4. Wyposażenie ponadto stanowił kompleks KIU-3 do wykrywania i niszczenia min dennych, obejmujący holowaną platformę telewizyjno-laserową do wykrywania min i holowany pojazd z bombami do ich niszczenia.
Okręty były wyposażone w stację hydrolokacyjną do wykrywania min MG-89, stację hydrolokacyjną MG-35 i radar nawigacyjny Don-2. Wyposażenie stanowiły ponadto: stacja rozpoznania radiotechnicznego Bizan′-4B, stacja zakłóceń aktywnych Tiulpan i system identyfikacyjny Nichrom.

## Służba

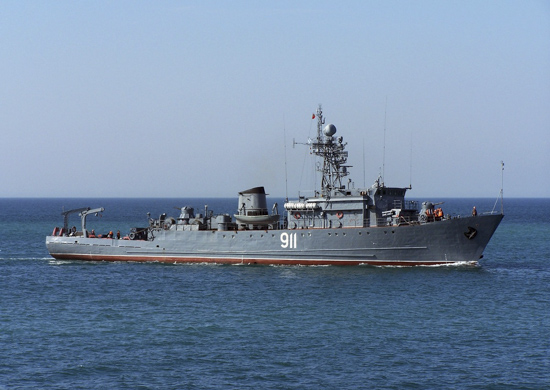
„Iwan Gołubiec” (ok. 2021 r.)

Okręt wszedł do służby w radzieckiej Flocie Czarnomorskiej 30 listopada 1973 roku pod nazwą pod nazwą „Charkowskij Komsomolec” (Харьковский комсомолец – charkowski komsomolec). Wchodził w skład 418. Dywizjonu Trałowców. Po rozpadzie ZSRR i likwidacji Komsomołu, 5 lutego 1992 roku (według innych źródeł 18 marca) został przemianowany na „Radist” (Радист – radiotelegrafista).
Flota Czarnomorska przez pewien czas wchodziła w skład Sił Zbrojnych Wspólnoty Niepodległych Państw i dopiero w 1997 roku Rosja i Ukraina zawarły porozumienie o ostatecznym podziale tej floty. Trałowiec „Radist” został przejęty przy podziale Floty przez Rosję. W sierpniu 2005 roku został przemianowany na „Iwan Gołubiec” (Иван Голубец) na cześć radzieckiego marynarza, Bohatera Związku Radzieckiego z czasów II wojny światowej. Otrzymał stały numer burtowy 911.
Według niektórych źródeł, w marcu 2007 roku okręt został skreślony z listy floty i przeznaczony do kasacji.  O ile informacja ta jest prawdziwa, musiał jednak następnie zostać przywrócony do sprawności i do czynnej służby. 8 września 2017 roku honorowy patronat nad okrętem (szefostwo) objęło miasto Mytiszczi. „Iwan Gołubiec”, bazując na stałe w Sewastopolu, wypełniał w drugiej dekadzie XXI wieku wielokrotnie zadania w składzie stałego zespołu rosyjskich okrętów na Morzu Śródziemnym, m.in: od września 2016 do stycznia 2017 roku, od listopada 2017 do marca 2018 roku, od grudnia 2018 do kwietnia 2019 roku, od sierpnia 2020 roku (zastępując „Wice-admirał Zacharjin”), od sierpnia do listopada 2021 roku
Podczas inwazji Rosji na Ukrainę, został uszkodzony w nieznanym stopniu w ataku ukraińskich bezzałogowych łodzi wybuchowych na okręty na redzie Sewastopola nad ranem 29 października 2022 roku. Do ataku użyto łodzi Mykoła-3. Atakowana była też wówczas fregata „Admirał Makarow”. Według oficjalnego rosyjskiego komunikatu, uszkodzenia były nieznaczne.